# Belejringstårn
Et belejringstårn er en specialiseret belejringsmaskine fremstillet til at beskytte angrebsstyrke og stiger, mens de nærmer sig en mur på en fjendtlig befæstning. Tårnet var ofte rektangulært med fire hjul og nogenlunde lige så højt som muren, der skulle angribes. Nogle gange har man også bygget et plateau højere oppe til bueskytter. De er hovedsageligt bygget i træ, men kan også have metaldele. Da strukturen er brændbar, har man ofte beskyttet forsiden med et ikke-brændbart materiale som dyrehuder. Tårnene var ofte udstyret med en bro, der kunne slås ned over muren og give adgang til modstanderens befæstning.
De kendes tilbage til det antikke Grækenland og blev brugt i middelalderen.
Det største tårn, der har været bygget, var det græske Helepolis, der kan oversættes til "Bybetvingeren". Det blev bygget til Belejringen af Rhodos i år 305 f.v.t. og var omkring 55 m højt.